# Маглајани
Маглајани су насељено мјесто на подручју града Лакташи, Република Српска, БиХ. Према попису становништва из 1991. у насељу је живјело 1.490 становника.

## Историја
Насеље је 30. октобра 2011. приликом пуштања у рад новог водоводног система, посјетио председник Републике Српске, Милорад Додик.

## Култура
Најзначајнији споменик културе мјеста је црква Успења Пресвете Богородице, задужбина црногорског војводе Маше Врбице. Градња цркве је започета 1876. године, а свечано завршена и освећена 1901. године од стране Његовог Високопреосвештенства митрополита бањалучко-бихаћког г. Евгенија Летице.

## Спорт
Насеље је сједиште фудбалског клуба Борац који се такмичи у четвртој подручној лиги Републике Српске.

## Становништво
| Националност       | 1991. | 1981. | 1971. | 1961. |
| Срби               | 1.416 | 1.326 | 1.319 | 1.462 |
| Југословени        | 32    | 116   | 1     |       |
| Хрвати             | 4     | 6     | 5     | 14    |
| Муслимани          | 2     | 1     | 1     | 1     |
| Македонци          |       |       | 1     |       |
| остали и непознато | 36    | 6     | 6     | 2     |
| Укупно             | 1.490 | 1.455 | 1.333 | 1.479 |

| Демографија | Демографија | Демографија |
| Година      | Становника  | Становника  |
| ----------- | ----------- | ----------- |
| 1948.       | 1.538       |             |
| 1953.       | 1.558       |             |
| 1961.       | 1.479       |             |
| 1971.       | 1.333       |             |
| 1981.       | 1.455       |             |
| 1991.       | 1.490       |             |